# Peisey-Nancroix
Peisey-Nancroix est une commune française située dans le département de la Savoie, en région Auvergne-Rhône-Alpes.

## Géographie

### Localisation
La commune est située dans une vallée suspendue au-dessus de l'Isère, au cœur de la Haute Tarentaise.

### Géologie et relief
La superficie de la commune est de 7 064 hectares ; son altitude varie de 1 100 à 3 779 mètres.
Le point culminant est le sommet du mont Pourri (3 779 m), offrant une vue particulièrement remarquable sur les sommets qui ferment la vallée de Rosuel situé aux portes du parc national de la Vanoise :
- l'aiguille Rousse (2 488 m) ;
- la pointe triangulaire de l'Aliet (3 125 m) ;
- le sommet de Bellecôte (3 417 m).

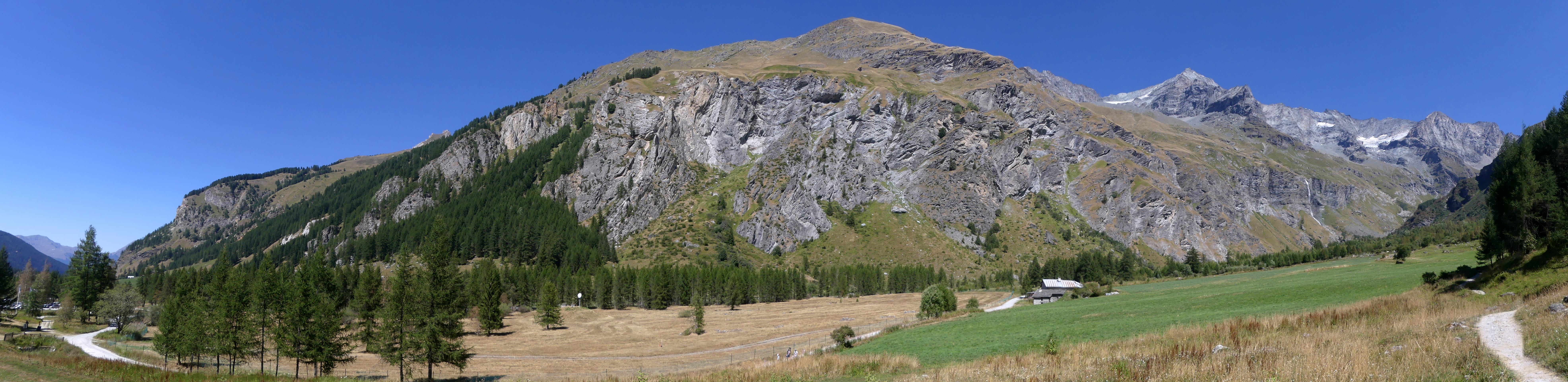
Vallon du Ponturin vu de Rosuel, en direction du nord et du mont Pourri.

### Hydrographie
La vallée comprend plusieurs torrents, le principal est le Ponturin, ou Nant de Peisey, provenant en Vanoise du lac de la Plagne, parfois très impressionnant en passant dans des gorges, puis tumultueux dans la forêt sous la crase de la Teppe d'Aval. Le Nant-Bénin et le Nant-Fesson convergeant au-dessus de Nancroix vers les Lanches, se déversent dans le Ponturin, celui-ci allant jusqu'à Landry pour se déverser dans l'Isère.

## Urbanisme

### Typologie
Au 1er janvier 2024, Peisey-Nancroix est catégorisée commune rurale à habitat dispersé, selon la nouvelle grille communale de densité à sept niveaux définie par l'Insee en 2022.
Elle est située hors unité urbaine. Par ailleurs la commune fait partie de l'aire d'attraction de Bourg-Saint-Maurice, dont elle est une commune de la couronne,. Cette aire, qui regroupe 9 communes, est catégorisée dans les aires de moins de 50 000 habitants,.

### Occupation des sols
L'occupation des sols de la commune, telle qu'elle ressort de la base de données européenne d’occupation biophysique des sols Corine Land Cover (CLC), est marquée par l'importance des forêts et milieux semi-naturels (93,7 % en 2018), une proportion sensiblement équivalente à celle de 1990 (93,4 %). La répartition détaillée en 2018 est la suivante :
espaces ouverts, sans ou avec peu de végétation (57,6 %), milieux à végétation arbustive et/ou herbacée (21,5 %), forêts (14,5 %), prairies (3,5 %), zones agricoles hétérogènes (2,1 %), zones urbanisées (0,7 %).
L'IGN met par ailleurs à disposition un outil en ligne permettant de comparer l’évolution dans le temps de l’occupation des sols de la commune (ou de territoires à des échelles différentes). Plusieurs époques sont accessibles sous forme de cartes ou photos aériennes : la carte de Cassini (XVIIIe siècle), la carte d'état-major (1820-1866) et la période actuelle (1950 à aujourd'hui).

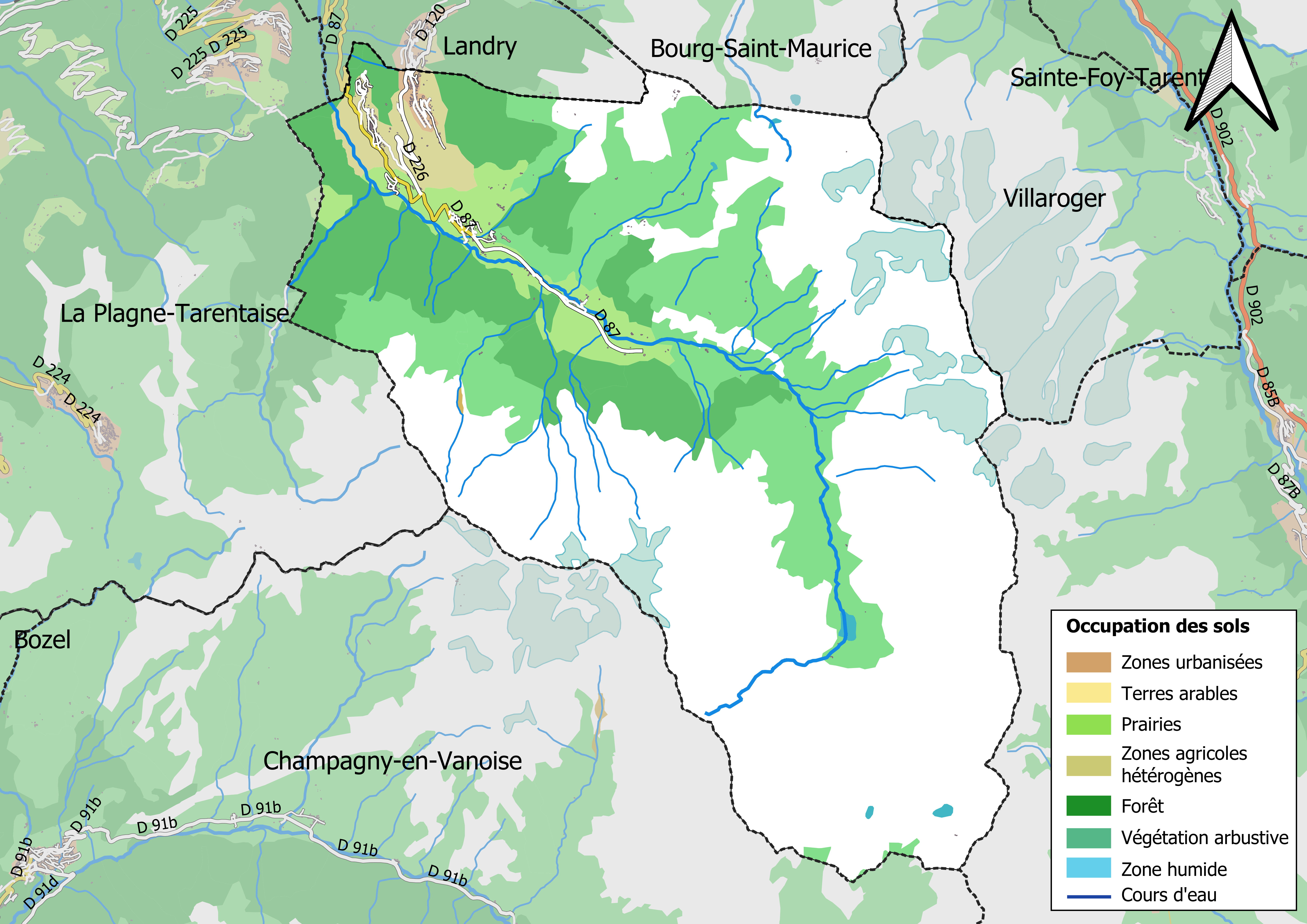
Carte des infrastructures et de l'occupation des sols en 2018 (CLC) de la commune.
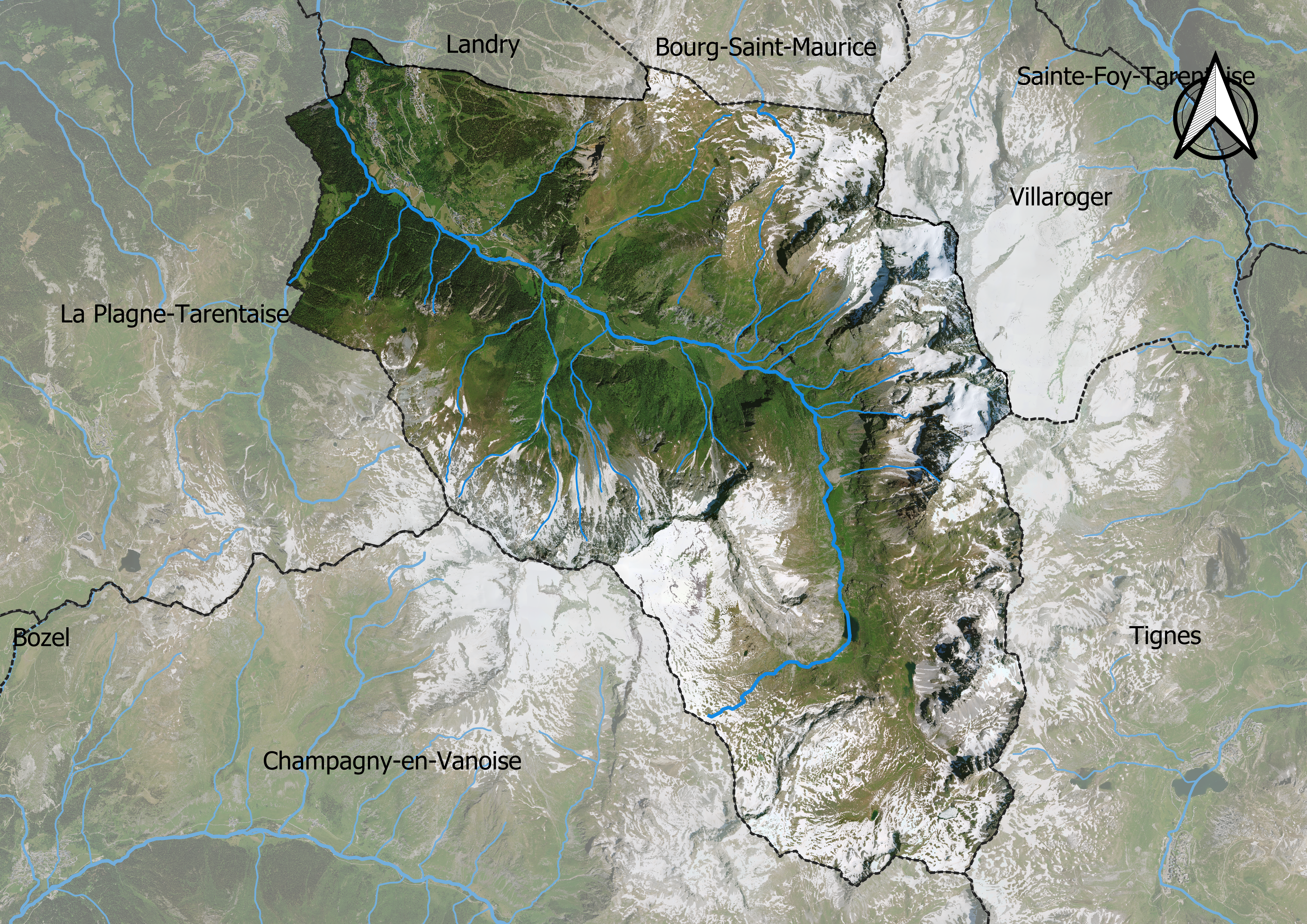
Carte orthophotogrammétrique de la commune.

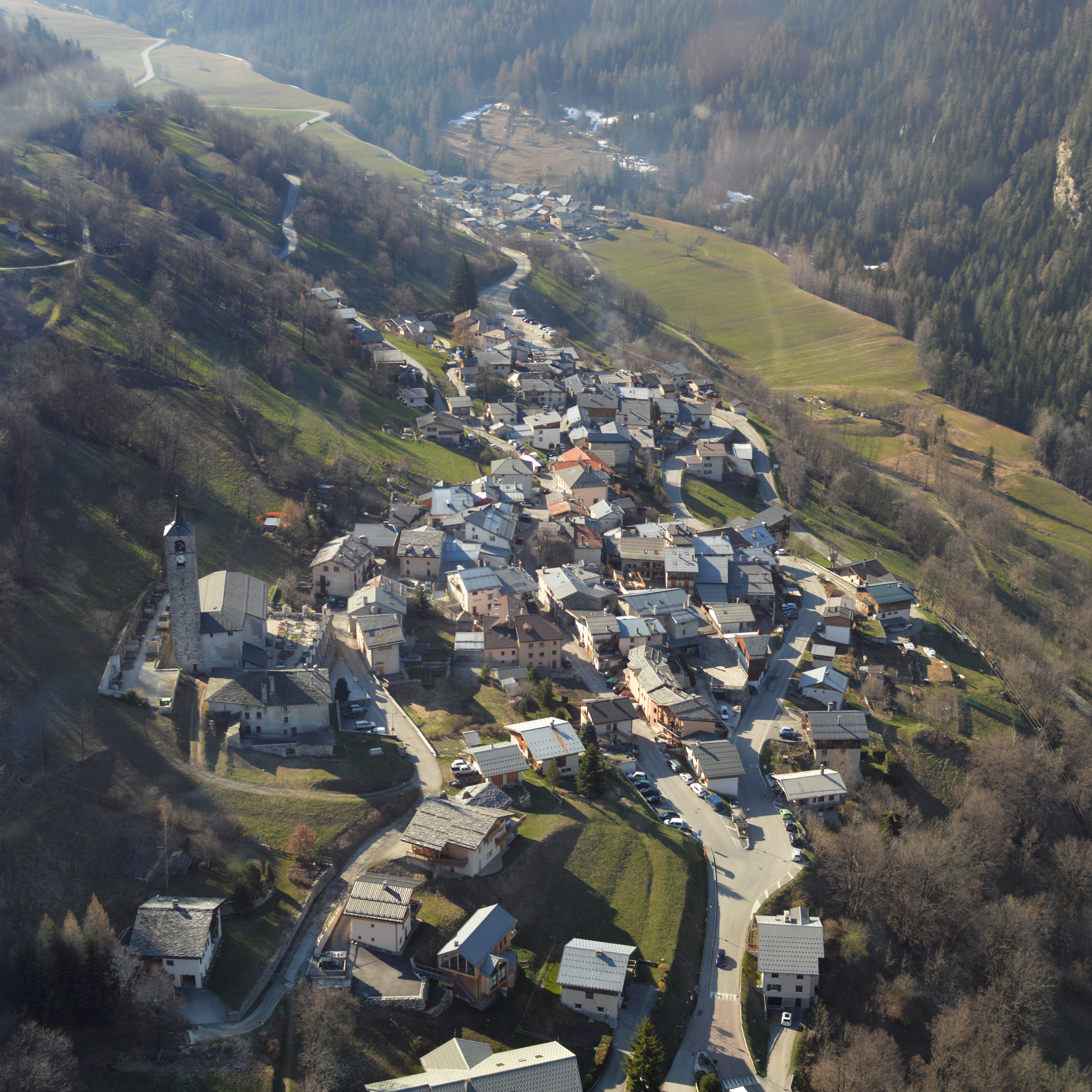
Le village de Peisey vu du dessus du Vanoise Express.

### Voies de communication et transports

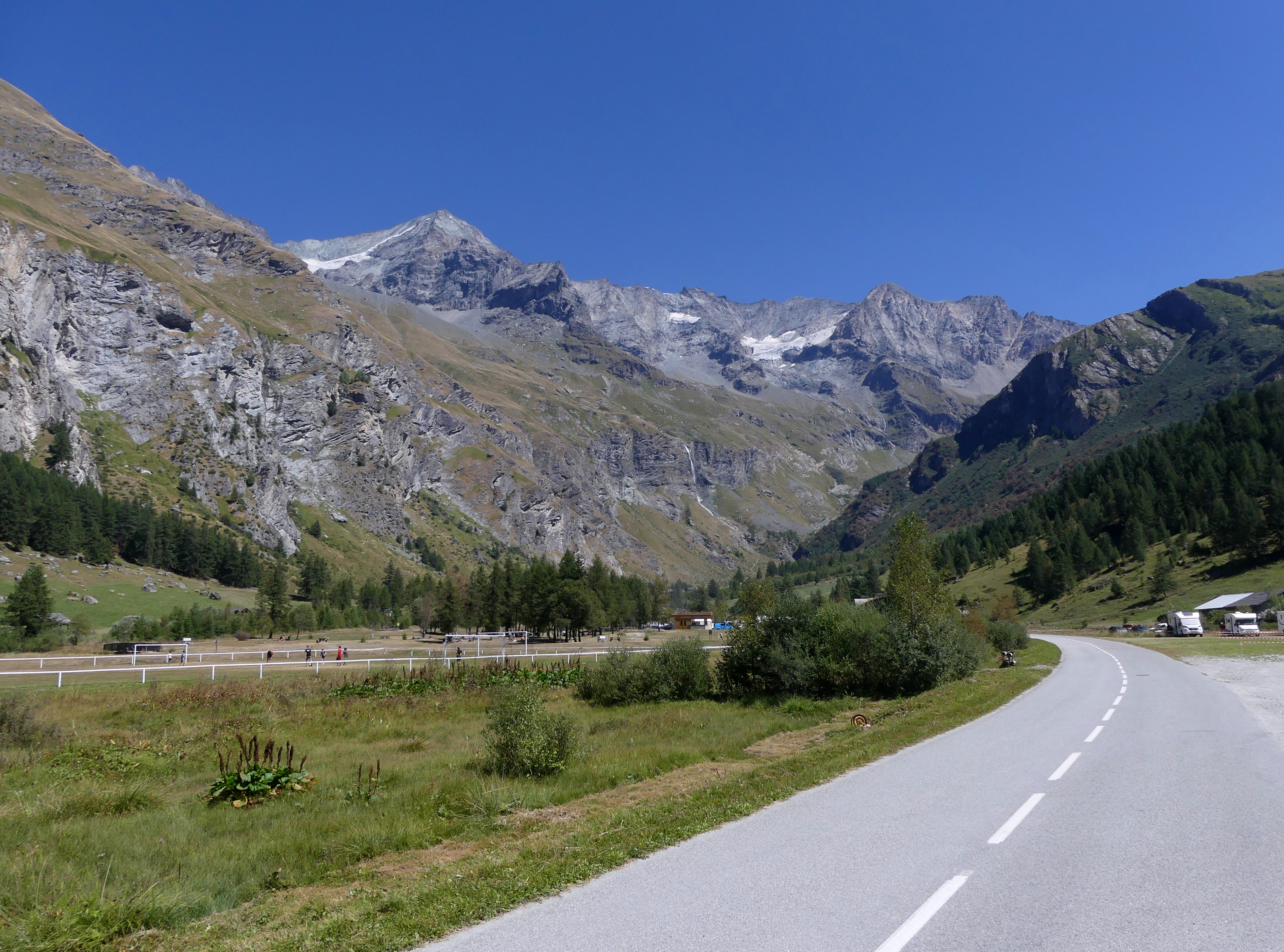
RD 87 arrivant à Rosuel.

La départementale D 87 part depuis Landry pour rejoindre en 7 kilomètres de montée, par de nombreux lacets forestiers, la commune de Peisey, puis continue de monter sur 2,5 kilomètres à Nancroix, puis dessert les Lanches, La Gurraz pour rejoindre Rosuel en fond de Vallée, d'où les randonnées pédestres plus escarpées démarrent dans le Parc National de la Vanoise.
D'autres petites routes, telles que celle forestière allant des Mines aux Esserts ou aux Bauches en passant par la Teppe d'Aval, une autre partant de Peisey descendant sur Moulin, et celle plus importante bifurquant depuis le chalet « Les Amis » pour Plan-Peisey, assurent les différentes liaisons entre hameaux, départs d'excursions et la station de ski.
Depuis Le Villaret, le télécabine original de la Lonzagne, à six bennes ouvertes en position debout, permet de monter jusqu'à Plan-Peisey, en rejoignant le départ du grand téléphérique Vanoise Express.

## Toponymie
Le nom de Peisey, située à 1 320 mètres d'altitude, viendrait de « pesetum », lieu où abondent les épicéas. Ses habitants sont appelés les Peiserots.
En francoprovençal, le nom de la commune s'écrit « Péjèy » (graphie de Conflans) ou « Pésê » (ORB).
Nancroix, à 1 450 mètres, anciennement « Nant cruet », veut dire confluence de « nants », issu du mot gaulois nanto, signifiant ruisseau, rivière ou torrent,.

## Histoire
La vallée de Peisey est une ancienne vallée glaciaire dite en U par sa forme. Son accès a toujours été difficile depuis Landry. Il n'y avait qu'un sentier de largeur moyenne (de 1 à 2 m) appelé « le Grand Raccourci ».
Primitivement la vallée était habitée par les Ceutrons, population locale d'origine celto-ligure  puis vinrent se mélanger les Burgondes et même les Sarrasins. Arrivés aux environs de l'an mil, les Peiserots avaient progressivement développé une organisation démocratique : chaque année les chefs de famille élisaient deux d'entre eux comme syndics pour gérer les « fruits communs », c'est-à-dire les alpages communaux qui appartenaient à la collectivité ; ils en tiraient une certaine aisance financière qui supprimait la misère. C'est ainsi qu'ils ont pu en 1685, dans le cadre du grand mouvement de la « Contre-réforme » qui a suivi le concile de Trente, reconstruire une église plus grande et la décorer de sept retables dont trois dorés à l'or fin, réalisés notamment par des artistes venus du Valsesia en Italie.
Au début du XVIIIe siècle, ils édifient également un sanctuaire marial auprès d'une « source miraculeuse » située à 1 600 m d'altitude, Notre-Dame des Vernettes, où se déroule un grand pèlerinage chaque 16 juillet.
En 1792, lors de l'invasion de la Savoie par l'Armée des Alpes française commandée par Anne Pierre de Montesquiou-Fézensac, les Français n'ont pas été bien accueillis car les Peiserots avaient déjà racheté les droits féodaux à leur seigneur. Grâce à leur mobilisation, ils ont pu limiter la fureur destructrice des révolutionnaires à la perte des cloches de l'église tout en préservant leur clocher qui est le plus haut de Tarentaise. Le 14 octobre 1792, 655 communes sont consultées pour l'élection des députés à l'Assemblée nationale des Allobroges, afin d'être rattachées à la France. Ontex, Le Biot et Peisey furent les seules à voter majoritairement pour devenir une république séparée ou indépendante.

### Exploitation de la mine argentifère

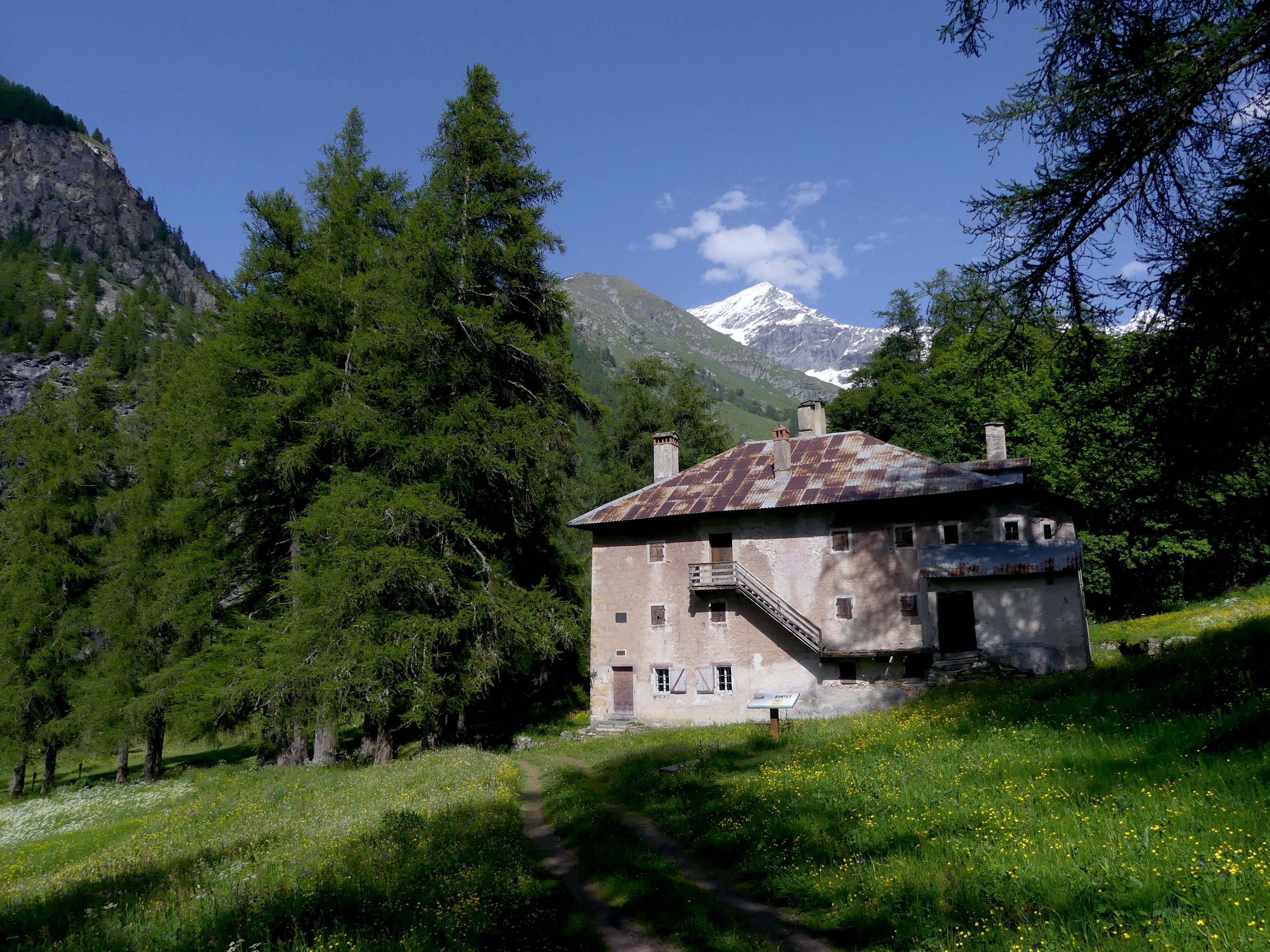
Le palais de la Mine, siège de l'École des Mines du Mont Blanc de 1802 à 1815.

À la même époque commence l'exploitation d'une mine de plomb argentifère, d'abord concédée par le gouvernement sarde à une compagnie anglaise. C'est ce qui explique le nom de Monts d'argent donné par les révolutionnaires français. Napoléon Bonaparte alors Premier Consul décide en 1802 d'y installer le siège de l'École des mines, dénommée alors « École des Mines du Mont Blanc », et constituée de la mine de plomb de Pesey, l'école proprement dite installée à Moûtiers et la fonderie centrale à Conflans.
Lorsque la Savoie retourne à la Maison de Savoie en 1815, le siège de l'école des Mines est rapatrié à Paris, et devenant l'École des Mines, puis Mines ParisTech. La population atteint alors 1 600 habitants, mais les filons sont de plus en plus difficiles d'accès et des problèmes d'inondation des galeries amènent la fermeture définitive de la mine en 1866 soit six ans après le rattachement de la Savoie à la France.

### Ateliers de bronze
Ayant acquis des compétences dans le domaine de la fonderie, de nombreux peiserots partent alors travailler à Paris où ils s'installent dans les 3e et 11e arrondissements pour ouvrir des ateliers de « bronze imitation ». Certains reviennent ensuite au pays et y construisent de belles bâtisses agrémentées de balcons en fer forgé. Le couple Jourdan offre à la municipalité le bâtiment du Remonard et celui de la poste. Le village connaît alors un fort exode rural et la population tombe à 400 habitants.
Durant la Seconde Guerre mondiale, Peisey-Nancroix fut relativement isolé et protégé grâce à la « barrière » constituée par les hautes montagnes environnantes, excepté quelques patrouilles italiennes, et il n'y eut aucune arrestation. Le ravitaillement était toutefois encore plus difficile et compliqué sous le rude climat d'hiver, en devant se rendre souvent à pied sous les tempêtes de neige par les raccourcis jusqu'à Bourg-Saint-Maurice.

### Accès au village
Pour rejoindre Peisey ou Nancroix depuis Paris au début du siècle précédent, le voyage en train à vapeur durait une douzaine d'heures, en passant par Chambéry, puis Albertville (avec inversion en gare du côté de la locomotive). Puis c’était l’ « omnibus » avec arrêt à chaque petite gare intermédiaire jusqu’à Moutiers, son terminus. Enfin, on devait prendre la « diligence » sur des routes en terre.
Par la suite, de nombreux travaux de tunnels forés traversant les montagnes, permirent d'étendre la ligne de train jusqu'à Aime, puis Bourg-Saint-Maurice (qui devint même ensuite le TGV en 1992 pour honorer les Jeux Olympiques d'Albertville, permettant d'effectuer le voyage depuis Paris en seulement 6 h), en passant par Landry, d'où commence la départementale avec de nombreux lacets pour Peisey, puis Nancroix.

### Le Moulin sur le Ponturin
Le nom de Moulin situé en contrebas de Peisey, est l'origine du « moulin à Rosat », l'un des deux moulins pour fabriquer le pain dans la région. Le torrent  était dérivé en amont par un canal qui amenait l’eau sur le moulin, la forge et la scierie fonctionnant tous avec l’énergie du Ponturin.
La route actuelle date de 1900 et elle a été élargie à deux reprises.
Plus tard fut goudronnée celle de Peisey à Nancroix et enfin, en 1972, celle de Nancroix à Rosuel (auparavant carrossable, mais en chemin de terre).

## Politique et administration

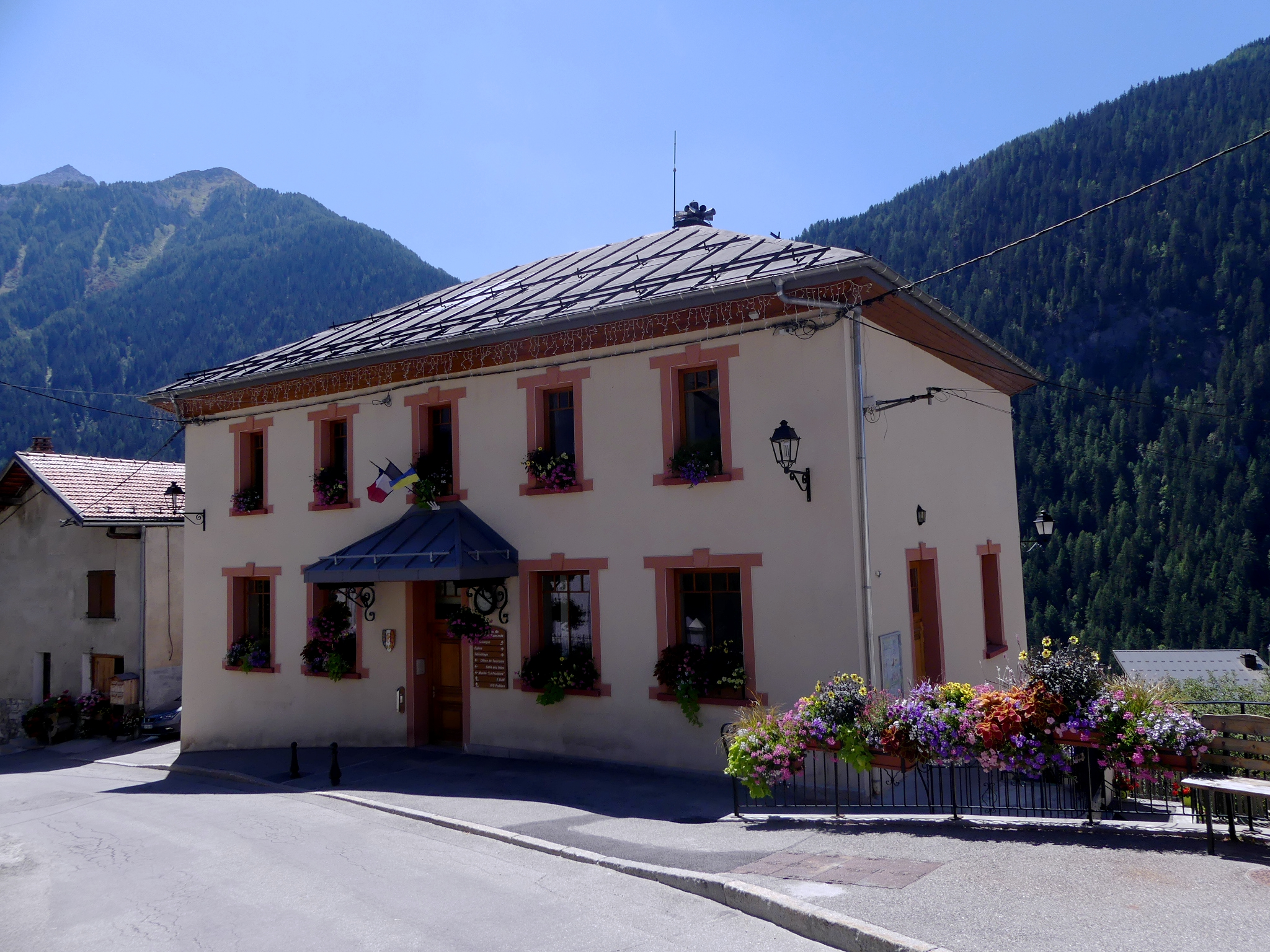
Mairie de Peisey-Nancroix.

La commune fait partie de la communauté de communes du canton d'Aime dont le siège se trouve dans la ville voisine d'Aime.

### Tendances politiques: Élections
Présidentielles
- 2022 : 72,85 % pour Emmanuel Macron (LREM), 27,15 % pour Marine Le Pen (RN), 77,05 % de participation.
- 2017 : 79,89 % pour Emmanuel Macron (LREM), 20,11 % pour Marine Le Pen (RN), 75,18 % de participation.
- 2012 : 60,20 % pour Nicolas Sarkozy (UMP), 39,80 % pour François Hollande (PS), 82,76 % de participation.
- 2007 : 64,71 % pour Nicolas Sarkozy (UMP), 35,29 % pour Ségolène Royal (PS), 85,53 % de participation.
- 2002 : 91,62 % pour Jacques Chirac (RPR), 8,38 % pour Jean-Marie Le Pen (FN), 74,39 % de participation.

Législatives
- 2024 : 81,02 % pour Vincent Rolland (LR), 18,98 % pour Pauline Ract-Brancaz (RN), 45,52 % de participation.
- 2022 : 73,93 % pour Vincent Rolland (LR), 26,07 % pour Cédric Morand (LFI), 45,52 % de participation.
- 2017 : 62,56 % pour Vincent Rolland (LR), 37,44 % pour Philippe Troutot (LREM), 40,18 % de participation.
- 2012 : 62,00 % pour Hervé Gaymard (UMP), 38,00 % pour François Rieu (PS), 48,20 % de participation.
- 2007 : 62,59 % pour Hervé Gaymard (UMP), 17,35 % pour André Vairetto (PS), 53,20 % de participation.
- 2002 : 66,00 % pour Hervé Gaymard (UMP), 18,67 % pour André Vairetto (PS), 56,40 % de participation.

Européennes
- 2024 : 21,00 % pour Valérie Hayer (ENS), 19,93 % pour Raphaël Glucksmann (PP), 54,49 % de participation.
- 2019 : 26,81 % pour Nathalie Loiseau (RE), 13,43 % pour Yannick Jadot (EELV), 45,29 % de participation.
- 2014 : 35,65 % pour Renaud Muselier (UMP), 19,93 % pour Sylvie Goulard (MoDem) et pour Vincent Peillon (PS), 41,27 % de participation.
- 2009 : 34,58 % pour Françoise Grossetête (UMP), 26,64 % pour Michèle Rivasi (LV), 42,00 % de participation.
- 2004 : 23,21 % pour Françoise Grossetête (UMP), 23,21 % pour Thierry Cornillet (UDF), 32,60 % de participation.
- 1999 : 25,82 % pour Nicolas Sarkozy (UMP), 20,88 % pour Daniel Cohn-Bendit (Les Verts), 35,48 % de participation.

Régionales
- 2021 : 62,14 % pour Laurent Wauquiez (LR), 33,50 % pour Fabienne Grébert (EELV), 39,66 % de participation.
- 2015 : 57,56 % pour Laurent Wauquiez (LR), 34,69 % pour Jean-Jack Queyranne (PS), 52,78 % de participation.
- 2010 : 48,85 % pour Françoise Grossetête (UMP), 44,24 % pour Jean-Jack Queyranne (PS), 43,44 % de participation.
- 2004 : 57,79 % pour Anne-Marie Comparini (UMP), 37,72 % pour Jean-Jack Queyranne (PS), 55,06 % de participation.

Départementales
- 2021 : 75,74 % pour Auguste Picollet - Cécile Utille-Grand (LR), 24,26 % pour Anthony Favre - Laurence Regnier (DVD), 39,66 % de participation.
- 2015 : 84,58 % pour Auguste Picollet - Cécile Utille-Grand (UMP), 15,42 % pour Richard Broche - Muriel Masseron (UDI), 40,00 % de participation.

Cantonales
- 2008 : 89,26 % pour Auguste Picollet (UMP), 10,74 % pour Daniel Glatigny (Régionaliste), 71,48 % de participation.

Municipales
- 2008 : 94,44 % pour Gérard Collin (DVD), 60,75 % de participation.
- 2001 : - % pour - (-), - % pour - (-), - % de participation.

Référendaires
- Référendum de 2005 relatif au traité établissant une Constitution pour l'Europe : 62,20 % pour le Oui, 37,80 % pour le Non, 64,19 % de participation.
- Référendum de 1992 relatif au traité de Maastricht : 59,93 % pour le Oui, 40,07 % pour le Non, 61,84 % de participation.

### Administration municipale
Le nombre d'habitants au dernier recensement étant compris entre 500 et 1 499, le nombre de membres du conseil municipal est de 15.
Voici ci-dessous le partage des sièges au sein du conseil municipal à la suite des élections municipales et communautaires de 2014 :

### Liste des maires
| Période                                  | Période   | Identité               | Étiquette | Qualité |
| ---------------------------------------- | --------- | ---------------------- | --------- | ------- |
| Les données manquantes sont à compléter. |           |                        |           |         |
| 1946                                     | 1963      | Roger Collin           | SE        |         |
| 1963                                     | mars 1971 | Francis Poccard-Marion | SE        |         |
| mars 1971                                | mars 1983 | Maurice Coutin         | SE        |         |
| mars 1983                                | mars 1989 | Roland Parfier         | SE        | ...     |
| mars 1989                                | juin 1995 | Jean-Yves Richermoz    | SE        |         |
| juin 1995                                | mars 2008 | Patrick Givelet        | SE        |         |
| mars 2008                                | mars 2014 | Gérard Collin          | DVD       |         |
| mars 2014                                | 2020      | Laurent Tresallet      | SE        |         |
| 2020                                     | En cours  | Guillaume Villibord    |           |         |

## Population et société

### Démographie
L'évolution du nombre d'habitants est connue à travers les recensements de la population effectués dans la commune depuis 1793. Pour les communes de moins de 10 000 habitants, une enquête de recensement portant sur toute la population est réalisée tous les cinq ans, les populations de référence des années intermédiaires étant quant à elles estimées par interpolation ou extrapolation. Pour la commune, le premier recensement exhaustif entrant dans le cadre du nouveau dispositif a été réalisé en 2008.

En 2022, la commune comptait 633 habitants, en évolution de −1,25 % par rapport à 2016 (Savoie : +3,63 %, France hors Mayotte : +2,11 %).
| 1793  | 1800  | 1806  | 1822  | 1838  | 1848  | 1858  | 1861  | 1866  |
| ----- | ----- | ----- | ----- | ----- | ----- | ----- | ----- | ----- |
| 1 017 | 1 113 | 1 142 | 1 389 | 1 631 | 1 511 | 1 180 | 1 479 | 1 125 |

| 1872 | 1876 | 1881 | 1886 | 1891 | 1896 | 1901 | 1906 | 1911 |
| ---- | ---- | ---- | ---- | ---- | ---- | ---- | ---- | ---- |
| 965  | 912  | 821  | 757  | 697  | 630  | 538  | 557  | 543  |

| 1921 | 1926 | 1931 | 1936 | 1946 | 1954 | 1962 | 1968 | 1975 |
| ---- | ---- | ---- | ---- | ---- | ---- | ---- | ---- | ---- |
| 466  | 442  | 433  | 417  | 420  | 503  | 476  | 423  | 450  |

| 1982 | 1990 | 1999 | 2006 | 2008 | 2013 | 2018 | 2022 | - |
| ---- | ---- | ---- | ---- | ---- | ---- | ---- | ---- | - |
| 481  | 521  | 614  | 642  | 648  | 655  | 643  | 633  | - |

### Manifestations culturelles et festivités

#### Fête du Costume et de la Montagne, le 15 août
Cette fête de l'Assomption, perpétue la tradition depuis de très nombreuses décennies.
Elle commence par une messe à 9 h 30. Puis à 10 h 30, le défilé démarre depuis l'église, en suivant la route en lacets du village. Avec en tête, la fanfare champêtre villageoise d'Albertville ou Bourg-Saint-Maurice, suivie du défilé des « tarines » ou jeunes femmes habillées d'un des célèbres et lourds costumes en velours foncé richement brodés de décors fleuris représentant notamment des édelweiss et rhododendrons et rehaussés de dentelles et fils d'or, et coiffées de la « frontière » (que portaient tous les jours plusieurs villageoises autrefois), d'un ensemble folklorique avec accordéon diatonique du crû, puis des guides de haute-montagne et moniteurs de ski.
Lors de l'après-midi à partir de 14 h, près du Pont Baudin au-dessus de Nancroix et près des Lanches, puis à Rosuel en fond de vallée, se succédaient(ent) un concert champêtre de la fanfare, puis un groupe de danseurs folkloriques et chorale sur un podium dansant les airs régionaux de Savoie au son de l'accordéon et des instruments locaux (La Montfarine, La Badoise...).
Simultanément a lieu une loterie-tombola avec tirage au sort d'un jambon et d'une frontine (fromage savoyard) gratuits des tickets gagnants. Enfin, plusieurs démonstrations d'escalade, voire d'équilibre ont lieu sur les rochers abruptes environnants.

### Traditions et gastronomie
- Les cultivateurs étaient très nombreux autrefois, utilisant souvent le mulet pour tirer les charrues, jusqu'aux années 1970. Celui-ci fut progressivement remplacé par le tracteur et les machines agricoles. Le travail était rude, notamment lors de la période des foins.
- Les fromages les plus couramment vendus par les paysans locaux aux touristes sont la tomme de Savoie et le Beaufort. Les vaches de Tarentaise sont les « Tarines ». Les troupeaux de chèvres s'y associent pour la transhumance estivale de montée aux alpages, puis hivernale de redescente vers les granges[22].
- La Fondue savoyarde est très souvent dégustée dans une « tablée », dans les restaurants d'auberges, ou entre familles et amis.
- La liqueur souvent vendue est le Génépi (trois espèces existent en Vanoise).
- Les magasins de souvenirs vendent souvent aussi les traditionnelles « cloches » et clochettes de vaches de plusieurs tailles et sonorités de tintements.

### Faune et flore

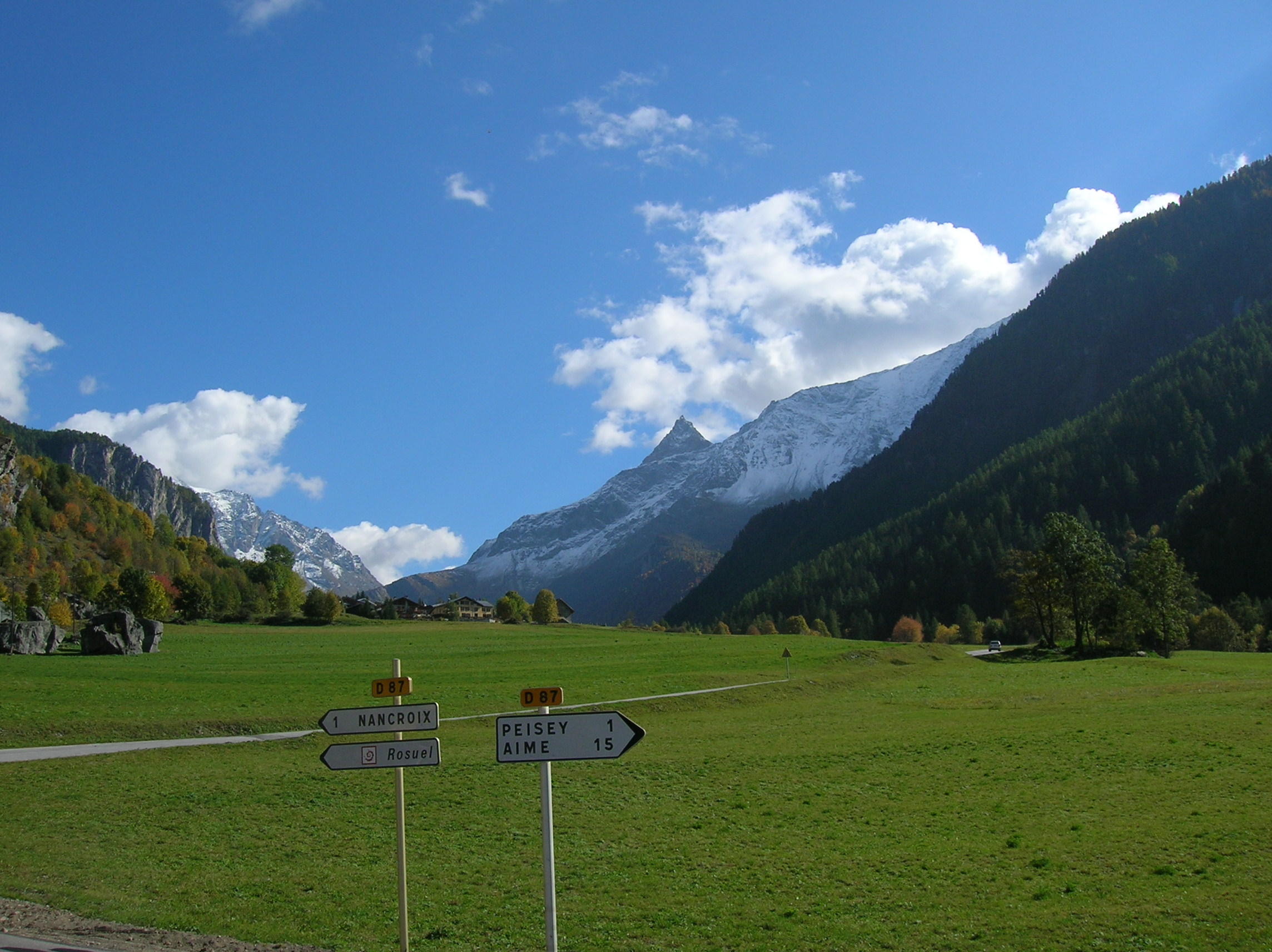
Peisey-Nancroix - Alpages.

- Les différents versants montagneux favorisent lors de la floraison du printemps, puis l'été souvent une faune et une flore naturelle importante, permettant la cueillette fréquente de framboises, myrtilles et fraises des bois, ainsi que les girolles (ou « chanterelles ») en sous-bois pour les champignons. Les fleurs principales sont les gentianes, rhododendrons et edelweiss. Sur les rochers, pousse aussi le lichen. La cueillette des édelweiss notamment a été réglementée dans le parc national de la Vanoise afin de la limiter pour protéger et conserver ces espèces devenues rares.
- Les forêts qui entourent la région sont constituées principalement en altitude d’épicéas (cônes pendant sous le rameau) et de sapins (dressés verticalement), à aiguilles persistantes. Plus bas, on trouve aussi des mélèzes, seul conifère perdant ses aiguilles l'hiver, ou des pins sylvestres.
- Les animaux les plus souvent croisés en randonnées (en plus des troupeaux de vaches ou chèvres), sont les marmottes, voire bouquetins et chamois, ainsi que l'aigle ou Tétras. L'imposant chien Saint-Bernard est souvent adopté. Les criquets ou sauterelles sont nombreux à crisser dans les champs l'été. Il faut faire attention toutefois parfois aux vipères en plein soleil[23].

### Sports

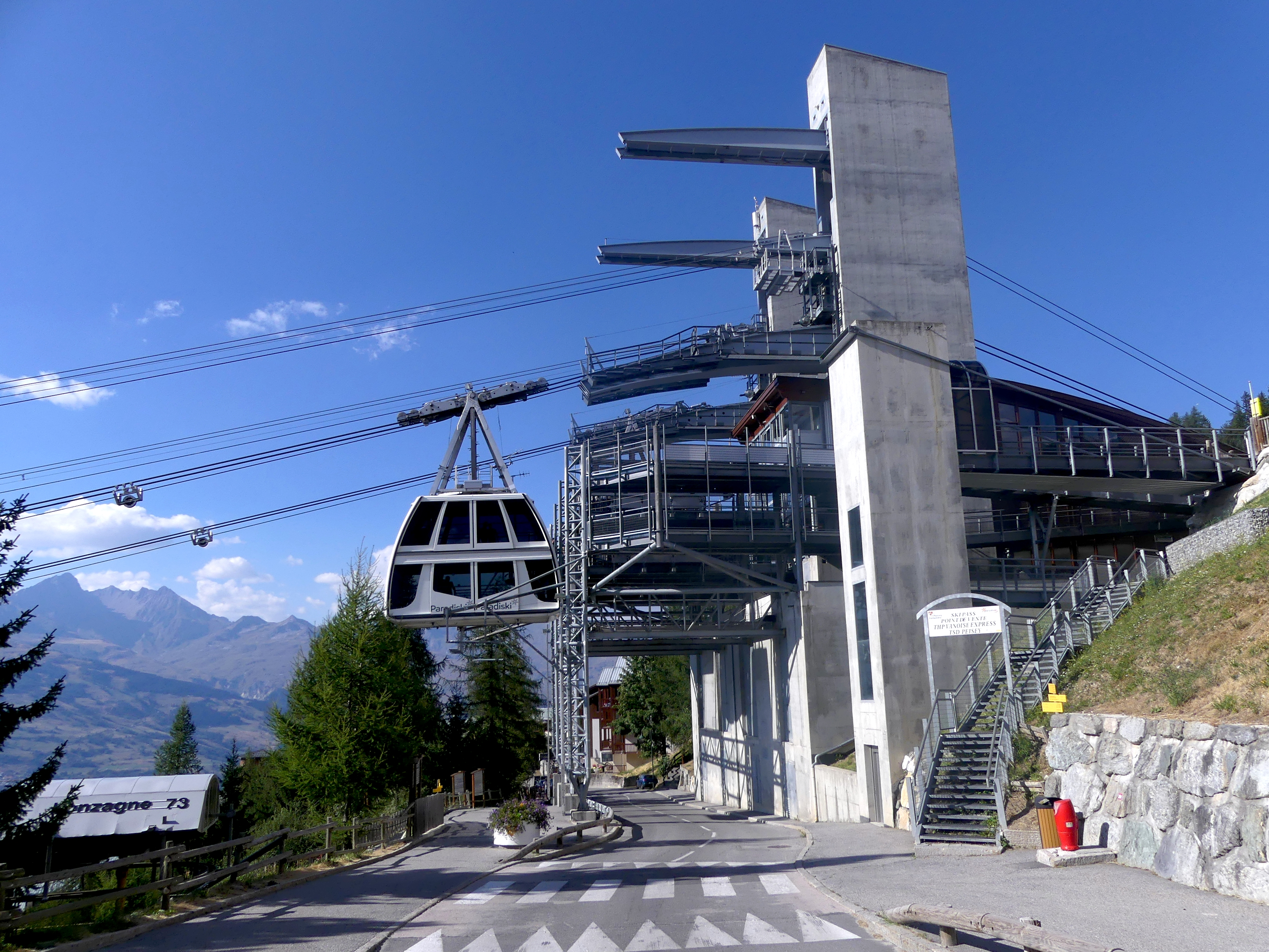
La gare d'arrivée du téléphérique Vanoise Express.

La station de Peisey-Vallandry est située au cœur du domaine skiable Paradiski, formé par la réunion des domaines des Arcs Peisey-Vallandry et de la Plagne, grâce au téléphérique Vanoise Express, et offre ainsi un accès direct aux 420 km de pistes, trois glaciers, deux sommets de plus de 3 000 m et de nombreux versants en forêt.
La commune possède également un site de ski nordique dans le lieu-dit des Chabottes.

## Économie
Économie basée sur le tourisme saisonnier et le pastoralisme.

### Bâtiments administratifs et commerces
- L'office de tourisme se situe à Peisey-Vallandry.
- Le principal bureau de la poste se situe à Peisey le long de la D 87 allant vers Nancroix.
- Une boucherie-charcuterie.

### Hébergement
En 2014, la capacité d'accueil de la commune, estimée par l'organisme Savoie Mont Blanc, est de 6 628 lits touristiques répartis dans 895 structures.
Les hébergements se répartissent comme suit :
- 114 meublés ;
- une résidence de tourisme ;
- 4 hôtels ;
- une structure d'hôtellerie de plein air (Les Lanchettes) ;
- 5 centres ou villages de vacances / auberges de jeunesse ;
- 5 refuges ou gîtes d'étape et
- une chambre d'hôtes[24].

Les centres de vacances se situent principalement :
- à Peisey, le chalet de La Vigogne ;
- à la bifurcation de la D 87 entre Peisey et Nancroix, et la route de Plan-Peisey, le Chalet « des Amis » ;
- au-dessus de Nancroix, sur la D 87, le chalet du « Bon Air ».

### Tourisme
Le tourisme commence à se développer dès les années 1920, d'abord à Nancroix : c'est pourquoi, bien que les deux villages soient séparés d'environ 2 kilomètres, en 1934, la commune de Peisey prend officiellement le nom de Peisey-Nancroix. Le développement touristique a permis au fil des années, un nouvel accroissement de la population qui s'élève aujourd'hui à plus de 620 habitants.
L'Association de la Vallée du Ponturin (AVP) a été créée en 2003 pour la protection de l’environnement et l’amélioration du cadre de vie de la région, l’AVP regroupant plus de 150 adhérents résidents de Peisey-Vallandry, et des villages environnants.

#### Randonnées d'été

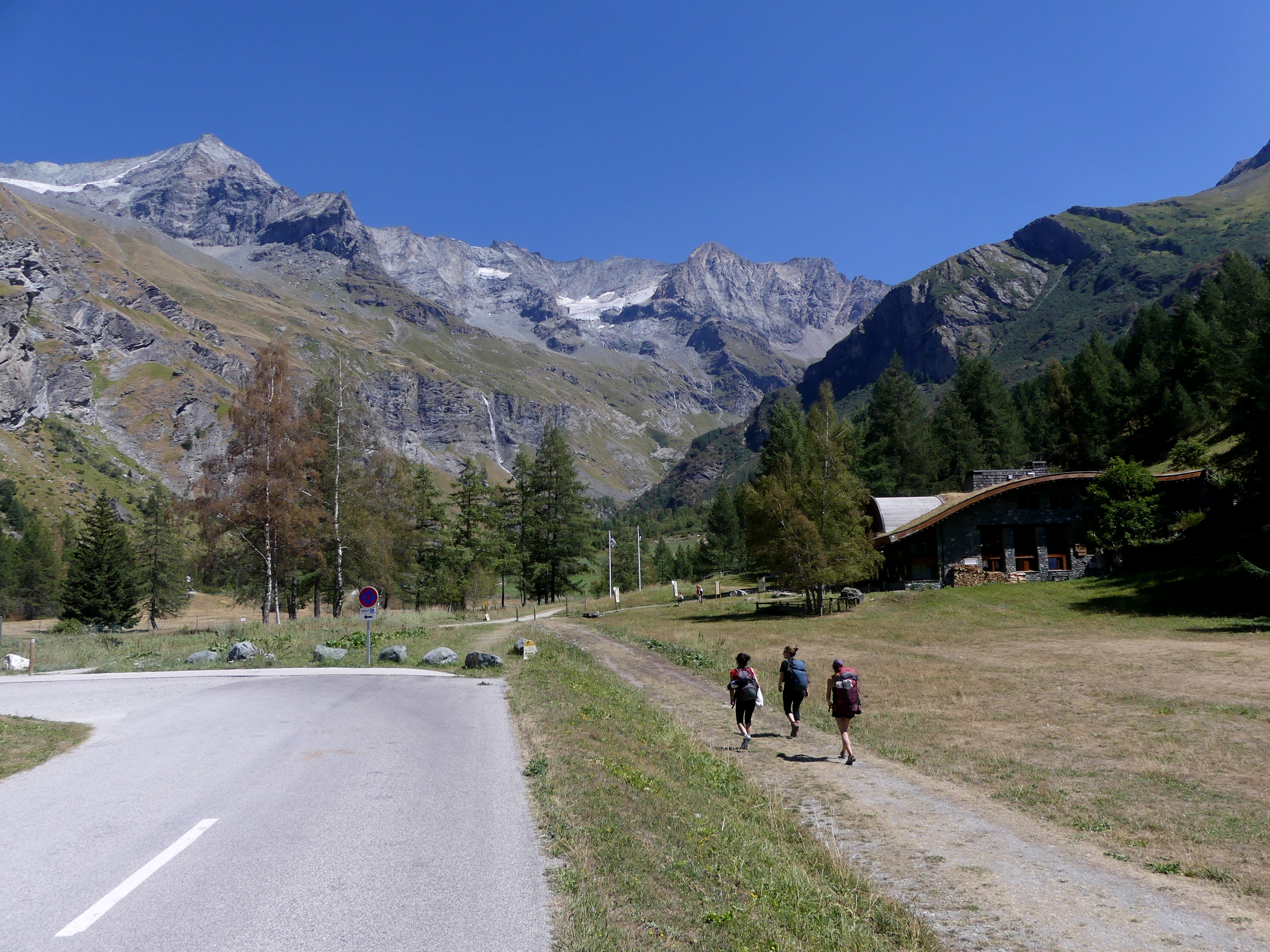
Départ des randonnées vers la Vanoise au refuge de Rosuel.

Les randonnées possibles depuis les villages, sur des chemins et sentiers balisés et équipés de flèches d'indications de directions à chaque intersection, sont très nombreuses pour divers parcours :
- côté forêt, via le pont du Ponturin : La Teppe d'Aval, Les Mines, les Esserts, les Bauches pouvant monter vers le col de la Frête ou de la Chiaupe et le lac de l'Étroit ;
- côté de la station de ski de Plan-Peisey : La Route des Espagnols, La chapelle de procession des Vernettes.. ;
- et surtout en fond de vallée : Les Lanches, La Gurraz, Rosuel (où se situe un grand refuge), d'où démarrent les excursions dans le parc national de la Vanoise, pour monter au lac de la Plagne, puis continuer jusqu'au col du Palet (pouvant rejoindre Tignes), col de la Sachette ou col du Val Laissonay.

#### Sports d'hiver

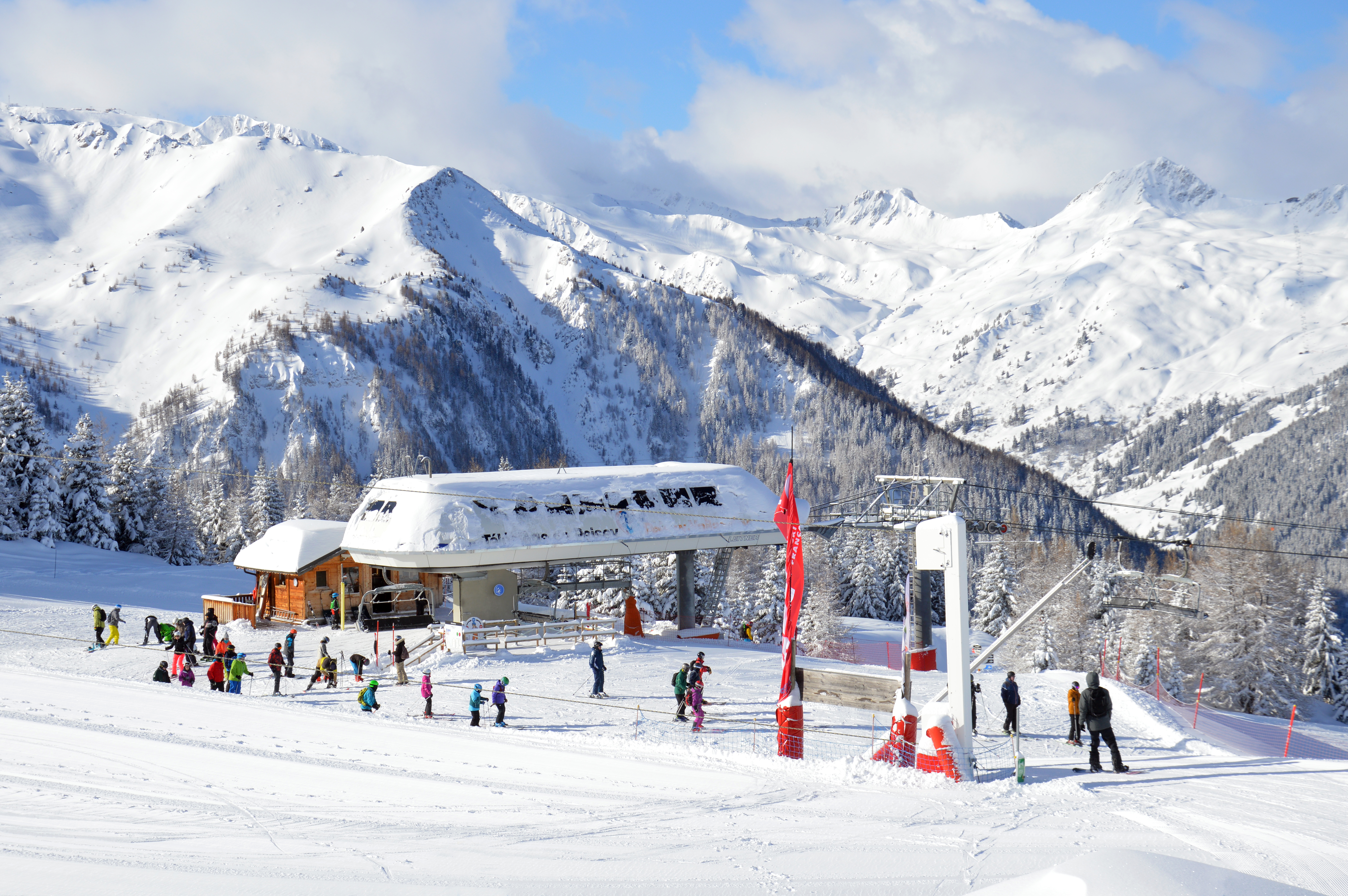
La gare amont du Télésiège de Peisey.

- Le premier télésiège français (d'une place par nacelle), faisant office également en alternance de téléski, a été construit à Peisey-Le Villaret en 1948[AR 1].
- En 1963 débute la création de la station de Plan Peisey, accessible par navettes de car régulières. En 1986, est créée la station Vallandry (car plus proche de la vallée allant vers Landry), s'associant pour devenir Peisey-Vallandry. Depuis décembre 2003, elle abrite une gare du Vanoise Express, l'un des plus grands téléphériques du monde, à deux niveaux qui relie les stations de ski des Arcs et de La Plagne, en créant le domaine commun aux trois stations, Paradiski.
- Le ski de fond, ainsi que les randonnées en raquettes, sont également très pratiqués depuis de très nombreuses années, possédant de multiples pistes de chemins de différents niveaux de difficultés qui desservent les Esserts, les Mines, puis Les Lanches et Rosuel, jusqu'en fond de vallée. Quelques skieurs de randonnées expérimentés poursuivent même pour atteindre le lac de la Plagne.

#### Autres activités
Plusieurs autres sports sont pratiqués dans la vallée, comme le canoë-kayak, l'équitation, le moto-cross, la luge, etc.

## Culture locale et patrimoine

### Lieux et monuments
La commune compte trois monuments et treize objets répertoriés à l'inventaire des monuments historiques, :

#### Mine argentifère
L'ancienne mine de plomb et d'argent, exploitée aux XVIIe et XVIIIe siècles. Dans ses bâtiments fut installé le premier siège de l'école française des Mines de 1802 à 1814. Un parcours pédestre de découverte archéologique du site est proposé aux touristes (Palais de la Mine et circuit des Monts d'argent). Un projet d'art contemporain de Hubert Duprat y est en train de naitre. Une deuxième galerie parallèle y sera creusée. Elle reliera la première par un conduit poli qui mettra en valeur la pierre, sa couleur verte issue de chlorite et les inclusions de pyrite ferreuse qu'elle contient.
Le palais de la mine, la fonderie, le bâtiment annexe, la galerie d'écoulement et l'allée de mélèzes, ainsi que les parcelles qui les portent sont « inscrits » depuis le 20 décembre 1990.

#### Notre-Dame des Vernettes
Le sanctuaire de Notre-Dame des Vernettes a été édifié au début du XVIIIe siècle auprès d'une source « miraculeuse », à la suite de la guérison d'un habitant de Peisey, située à 1 816 m d'altitude à une heure de marche facile de Peisey. C'était à l'origine un sanctuaire marial d'inspiration art baroque savoyard. Haut-lieu de dévotion depuis le XVIIe siècle, les peintures murales ont été réalisées par Luca Valentino en 1733 et restaurées à plusieurs reprises. Le retable majeur a été édifié entre 1739 et 1743 par Joseph-Marie Martel et dédié à Notre-Dame-de-Pitié. Les autels latéraux (1750) sont dédiés à Saint Jean-Baptiste et Saint-Nicolas.
Un grand pèlerinage et procession s'y déroule chaque 16 juillet suivant l'Assomption. Les façades et toitures du presbytère, la grande chapelle votive, la petite chapelle et l'oratoire sont « inscrites » depuis le 27 juin 1983. Ce sanctuaire contient deux des treize objets « classés ».

#### Clocher et orgue de l'église de la Trinité de Peisey

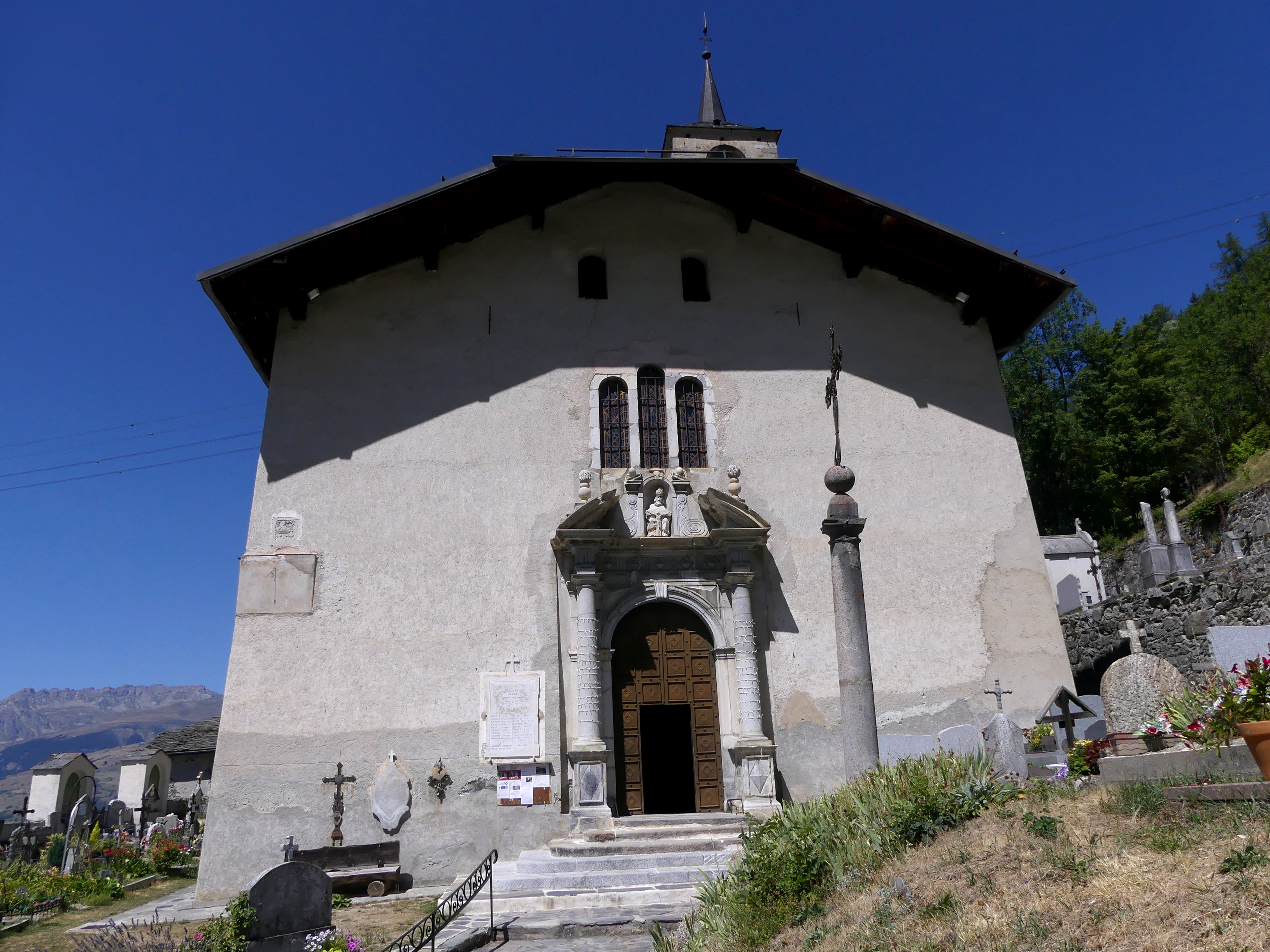
Église de la Trinité de Peisey.

L'Église de La Trinité et son cimetière avec son chemin de croix situé autour de l'église sont classés « Monument historique » depuis le 14 juin 1972. Son clocher élancé, dont la tour carrée est percée de baies et surmontée d'une petite aiguille métallique, est le plus haut de Tarentaise. Cette église est décorée de belles fresques et dix des treize objets « classés » dont le retable du maître-autel sculpté et doré par Jacques-Antoine Todesco et Jean-Baptiste Guallaz en 1700.
Son orgue italien construit en 1773, amélioré en 1850 par Michel Tresallet et restauré en 1989, est l'un des quatre instruments de Savoie classé lui aussi monument historique. Un concert en a été donné dans le cadre du Festival International d'Orgue des Alpes en juillet 2014.

#### Chapelles Ste Marie-Madeleine de Nancroix et Ste Marguerite à La Chenarie
Sainte Marie-Madeleine est située au centre du village de Nancroix, et son toit surmonté comme l'église de Peisey d'un clocher surélevé. Sur son chevet, un tableau représente Sainte Marie-Madeleine. Elle possède aussi de belles fresques, restaurées en 2007.
En montant sur La Chenarie, est perchée la chapelle Sainte Marguerite, dont le nom fut invoqué pour protéger des crues torrentielles.

### Espaces verts et fleurissement
La commune obtient une fleur au concours des villes et villages fleuris en 2015.

### Personnalités liées à la commune
- David Poisson (1982-2017), skieur alpin, originaire du ski-club de Peisey Vallandry.
- Alexandre Pouyé, membre de l'équipe de France de ski de fond, plusieurs fois médaillé aux championnats de France[34].
- Camille Étienne (1998), originaire, militante du climat.